# Kanton Roulans
Der Kanton Roulans war bis 2015 ein französischer Wahlkreis im Département Doubs und in der damaligen Region Franche-Comté. Er umfasste 23 Gemeinden im Arrondissement Besançon; sein Hauptort (frz.: chef-lieu) war Roulans. Die landesweiten Änderungen in der Zusammensetzung der Kantone brachten im März 2015 seine Auflösung. Vertreter im conseil général des Départements war zuletzt von 2011 bis 2015 Claude Dallavalle.

## Gemeinden
| - Bouclans - Breconchaux - Champlive - Châtillon-Guyotte - Dammartin-les-Templiers - Deluz - Glamondans - Gonsans - L’Écouvotte - Laissey - Le Puy - Naisey-les-Granges | - Nancray - Osse - Ougney-Douvot - Pouligney-Lusans - Roulans - Saint-Hilaire - Séchin - Val-de-Roulans - Vauchamps - Vennans - Villers-Grélot |